# M-21 (航空機)
  M-21, M-21M 
/ М-21, М-21М
ウクライナ・ヴィーンヌィツャ市にあるM-21Mを用いた記念碑。ウクライナ空軍創立記念として1998年に建てられた。
- 用途：標的
- 分類：ターゲット・ドローン
- 設計者： カザーニ航空工場およびカザーニ航空研究所試作設計局
 M・M・グローモフ記念飛行研究所（ロシア語版）
- 製造者：  リヴィウ航空機修理工場[1]ほか
- 運用者**  ウクライナ:  ウクライナ空軍
  -  ソビエト連邦:  ソビエト連邦空軍
  -  ロシア連邦:  ロシア連邦空軍
- 初飛行：1985年（ M-21M ）[1]
- 生産数：150 機（リヴィウ航空機修理工場）[1]
- 生産開始：1981年（ M-21 ）[2]、1985年（ M-21M ）[1]

M-21 （エム 21 ； ロシア語: М-21 ）は、ソビエト連邦（以下、ソ連）で開発され、ソ連およびウクライナで製造されたターゲット・ドローン（ дистанционно-управляемый самолёт-мишень ）である。型式の М は「標的」という意味の мишень の略号である。 MiG-21Ye （ミグ 21 イェー； МиГ-21Е ）とも呼ばれた。旧式化した MiG-21 戦闘機を改修して製造された。使用した母機の違う準同型機も製造され、 M-21M （エム 21 エム；ロシア語: М-21М ）、あるいは製品 94M （せいひん 94 エム； Изделие 94М ）と呼ばれた。こちらの二つ目の М は、「近代化された」という意味のロシア語の形容詞 модернизированный の略号である。ともに、ソビエト連邦空軍（以下、ソ連空軍）の代表的な無人航空機（ беcпилотные летательные аппараты, БПЛА ）となった。

## 概要

### 開発
1960年代、ソ連空軍と国土防空軍は航空産業省第 155 工場（ OKB-155 ）製の MiG-21 シリーズを国中に配備したが、新しい発展型の配備に伴い初期型の中には余剰化する機体が出てきた。そこで、これを利用した初めての超音速標的機が開発されることになった。まずは迎撃戦闘機 MiG-21PF を利用した機体を設計することとなり、名称は M-21 とされた。
M-21 の設計は、それまで MiG-17F を利用した M-17 や MiG-19S を利用した M-19 などの開発実績のあるロシア・ソビエト連邦社会主義共和国・カザーニ市のカザーニ航空工場 およびカザーニ航空研究所 試作設計局（ OKB SA ）と、同・ジュコーフスキイ市の M・M・グローモフ記念飛行研究所（ LII ）が共同で行った。

### 設計
M-21 は遠隔操作によって操縦されるいわゆるラジコン機であり、操縦士なしでの飛行が可能であった。元が機動性の優れた戦闘機であったため、空中目標を完全に再現できる高機動性標的としてソ連空軍で最も人気のある標的機となった。
外見は、各部に取り付けられたアンテナ類を除けば母機と差異はなかった。翼平面形は MiG-21 と同じ典型的な尾翼付きデルタ翼で、機首に配された大型の空気取り入れ口の中央に円錐形のショックコーンを配置していた。
コーンの中に設置されていたレーダー TsD-30TP は降ろされ、照準器、無線機、酸素装置なども廃止された。かわりにオートパイロット AP-17 を用いる操縦自動装置が機首に搭載され、操舵小型機械、赤外線探知目標の投下装置、記録機器が設置された
。記録機器は、撃ち損ないの数と撃墜の事実を記録した。また、外部から軌道を測定するための機上機器と昼間の観測用の照明弾も搭載された。
MiG-21PF が枯渇すると母機を MiG-21PFM に変更した M-21M が開発された。この機体は、舗装された滑走路でなくとも、土の滑走路から離着陸ができた。外見上は、元からの MiG-21PF と MiG-21PFM の相違点以外に、 M-21 とはアンテナの配置が異なっていた。

### 製造
M-21 の製造は、航空機修理工場にて1981年から開始された。並行して母機を MiG-21PFM に変えた M-21M も開発され、1985年からウクライナ・ソビエト社会主義共和国・リヴィウ市にあるリヴィウ航空機修理工場で製造が開始された。 M-21M の生産はソビエト連邦の崩壊後もリヴィウ航空機修理工場で続けられ、2004年に終了した。リヴィウ航空機修理工場では、 M-21 と M-21M 合わせて 150 機が製造された。

### 運用
ソ連時代に製造された M-21 および M-21M は、ソ連空軍で運用された。これらは、主に高射ミサイル複合の訓練や新しい防空兵装の試験に使用された。
ソ連崩壊後、残っていた機体はロシア連邦空軍とウクライナ空軍へ継承された。ウクライナではその後も 12 年にわたって製造が続けられたため、多数の機体が2010年現在も国内へ残されている。いくつかの機体は博物館や広場に展示されているが、誤って MiG-21PFM と紹介されることがある。

## 仕様
| 要目 - 母機: MiG-21PF （迎撃戦闘機、1961年初飛行） - 乗員: なし - 全長: 14.10 m - 全高: 4.71 m - 翼幅: 7.15 m - 翼面積: 23.00 m2 - 重量: - 空虚重量: 5150 kg - 最大離陸重量: 8400 kg - 燃料: 2200 kg - エンジン: ターボジェットエンジン R-11F2-300 1 基 - 出力: アフターバーナー使用時: 6120 kgf - 最大速度: 1800 km/h - 航続時間: 106 分 - 実用飛行上限高度: 14400 m | 要目 - 母機: MiG-21PFM （迎撃戦闘機、1964年初飛行） - 乗員: なし - 全長: 14.1 m - ピトー管込み: 15.76 m - 翼幅: 7.154 m - 翼面積: 23 m2 - 重量: - 最大離陸重量: 7750 kg または 8400 kg - エンジン: ターボジェットエンジン R-11F2S-300 1 基 - 出力: アフターバーナー使用時: 6175 kgf - 最大速度: 2175 km/h （マッハ 2.05 ） - 高度 10 - 11 km における最大速度: 1800 km/h - 実用飛行最低高度: 50 m - 実用飛行上限高度: 19000 m または 14400 m - 航続時間: 106 分 - 航続距離: 1000 km - 最大機動過重倍数: 8.5 g - 滑走距離: - 離陸時: 450 m - 着陸時: 500 m - 離陸準備時間: 40 分 |

## ギャラリー

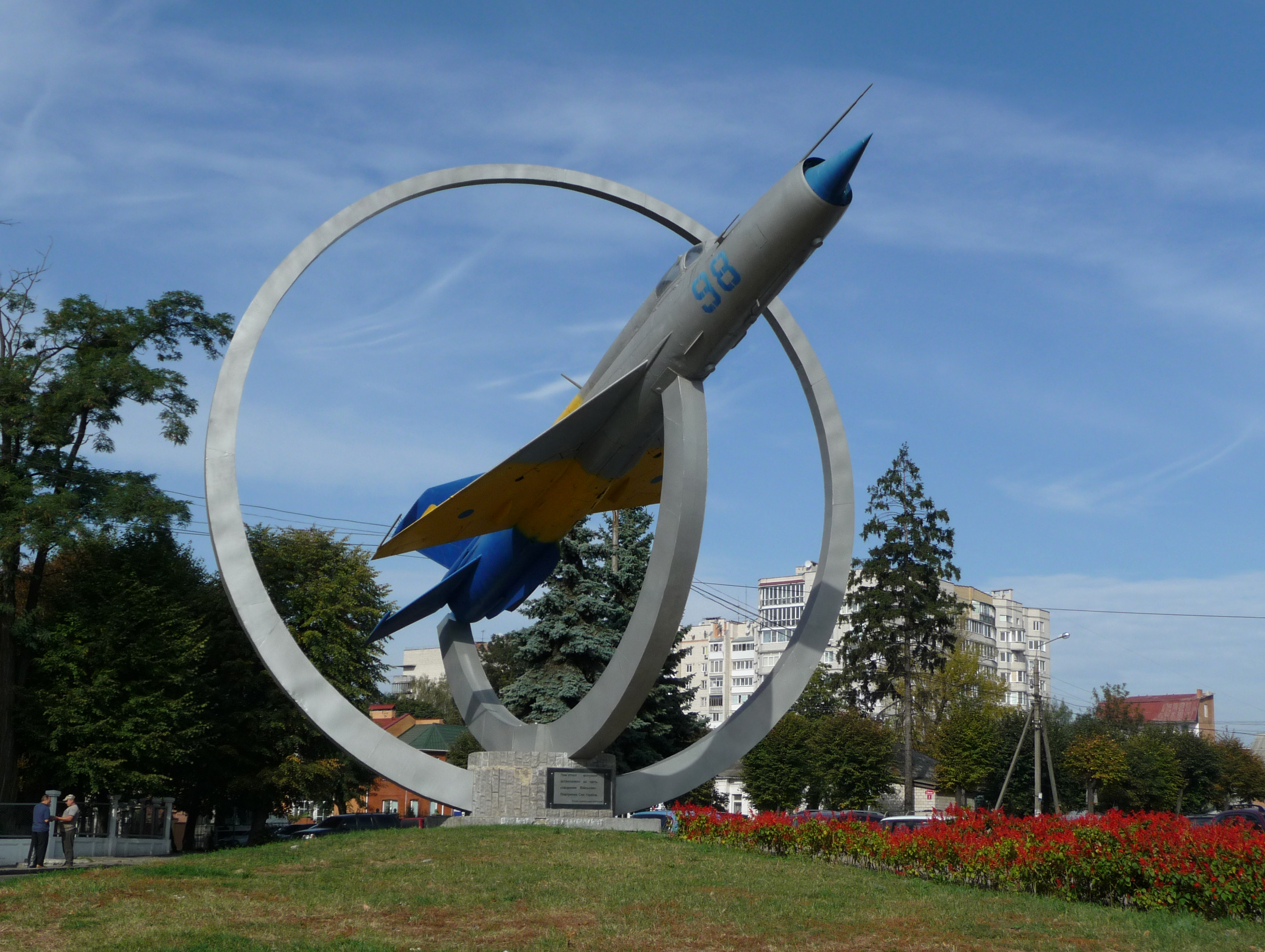
ウクライナ・ヴィーンヌィツャ市の空軍記念碑。
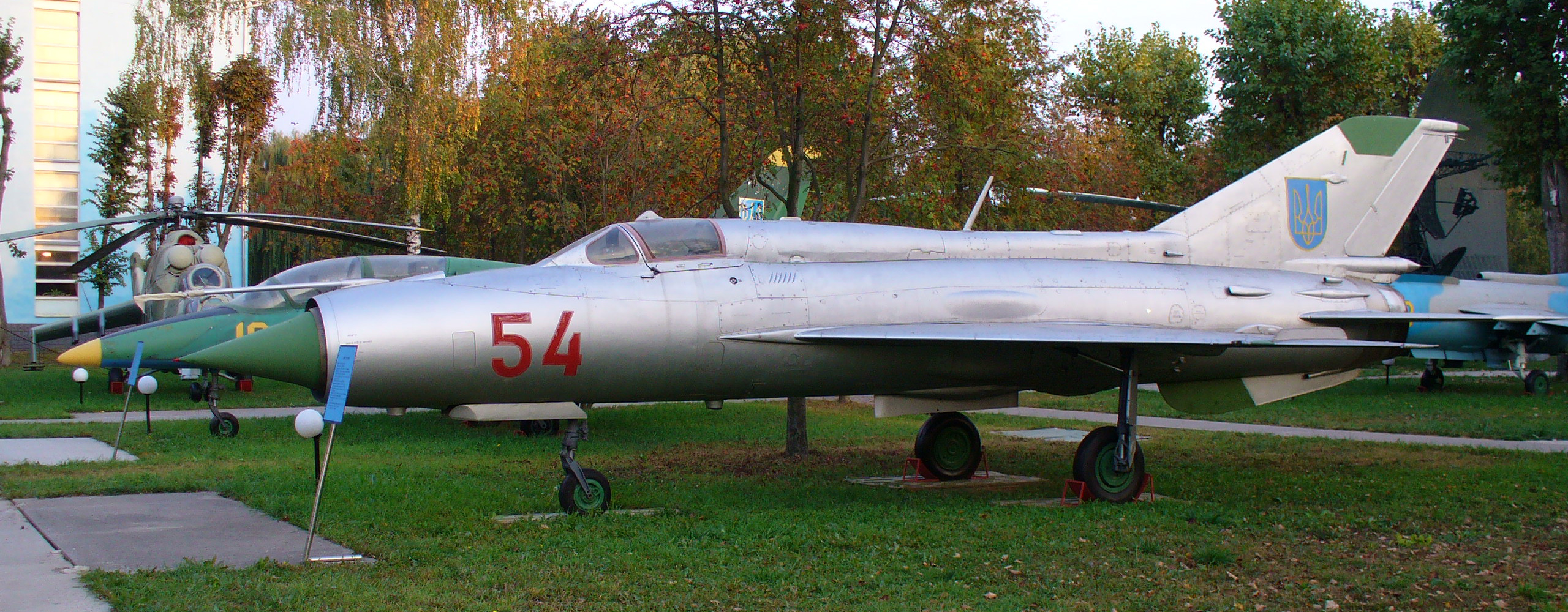
ウクライナ・ヴィーンヌィツャ市の空軍博物館に展示されている M-21M （2005年）。
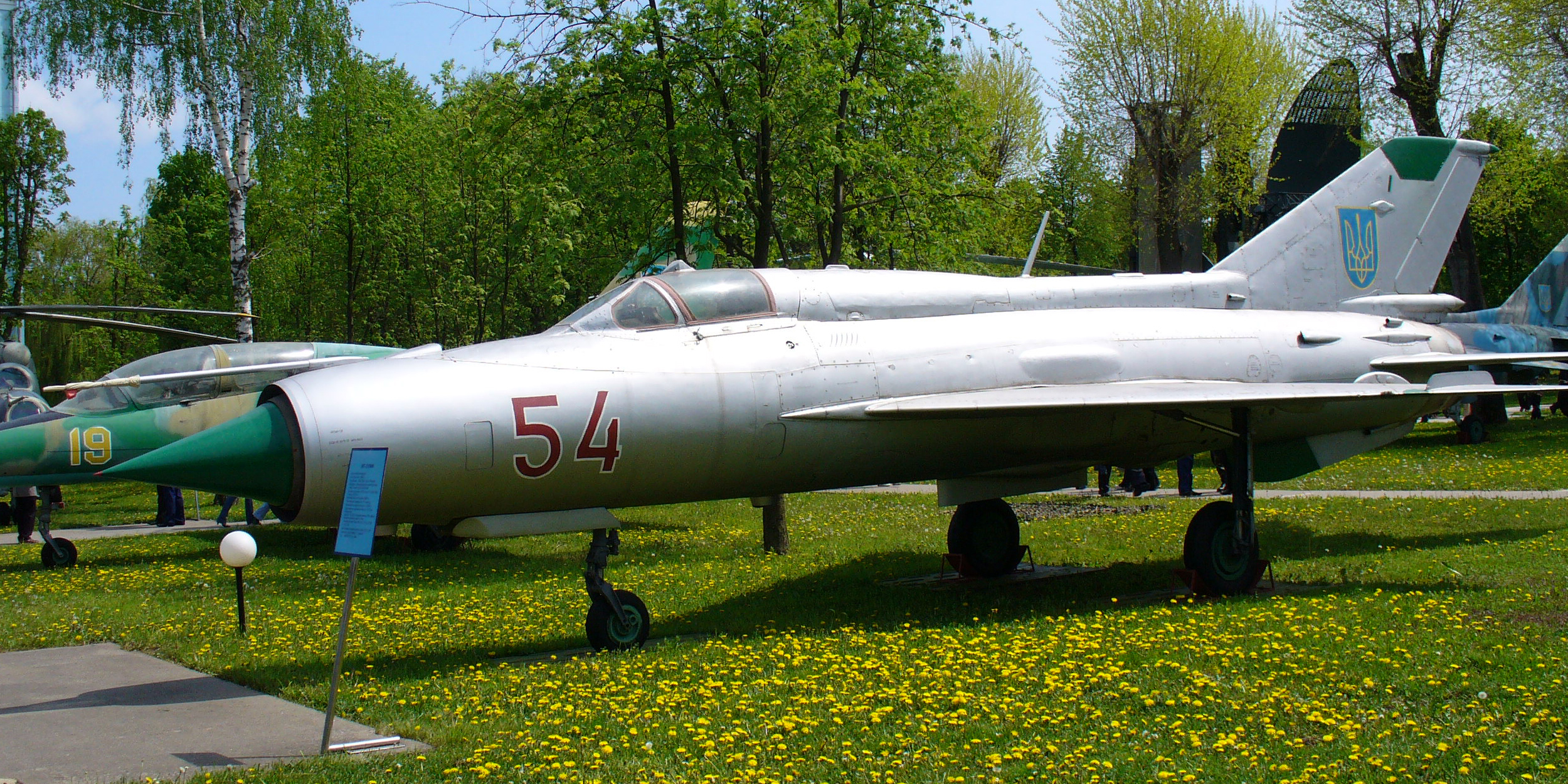
同左（2007年）。
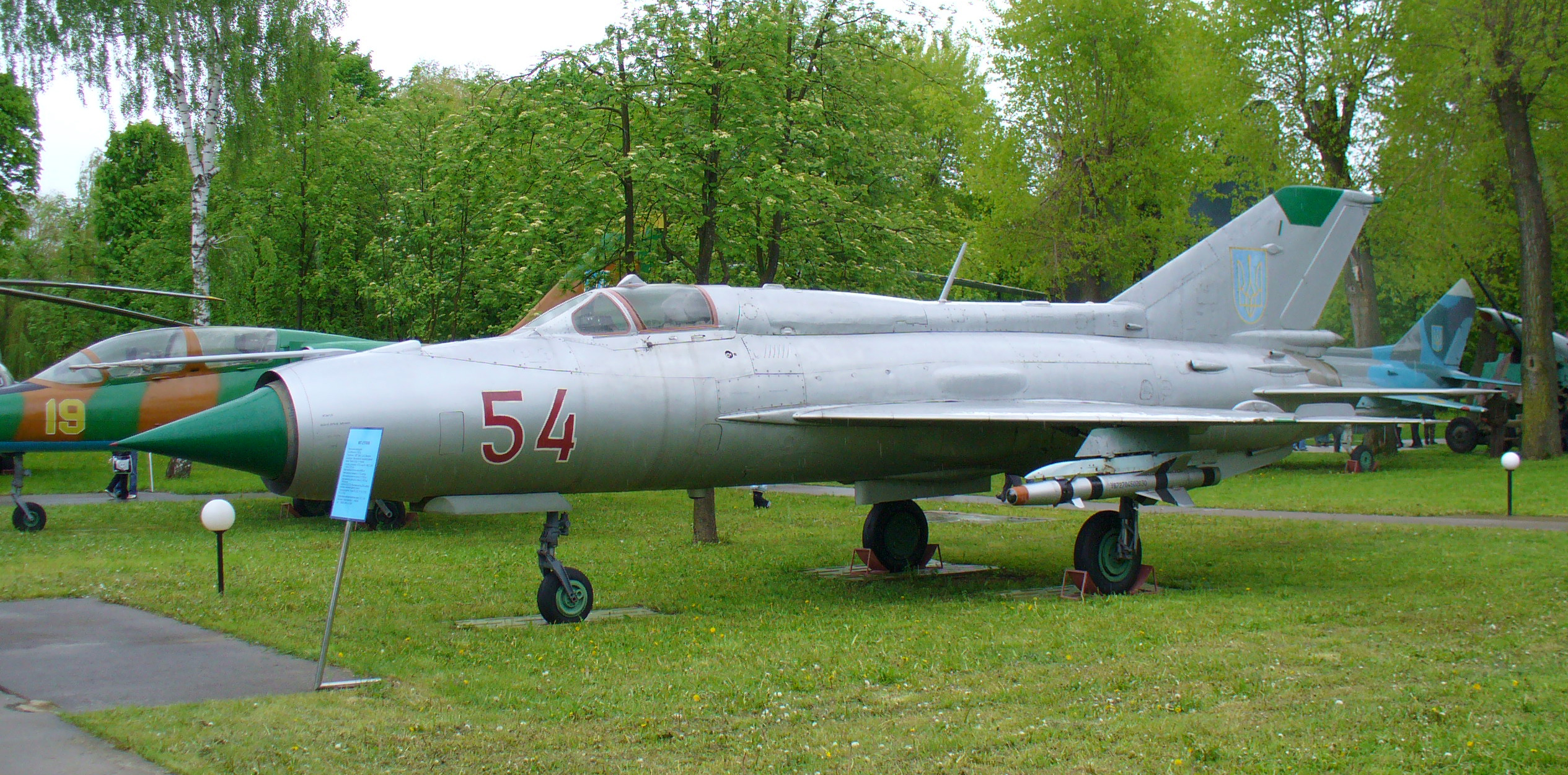
同左（2008年）。パイロンが設置され、赤外線誘導ミサイル R-55 を装備している。
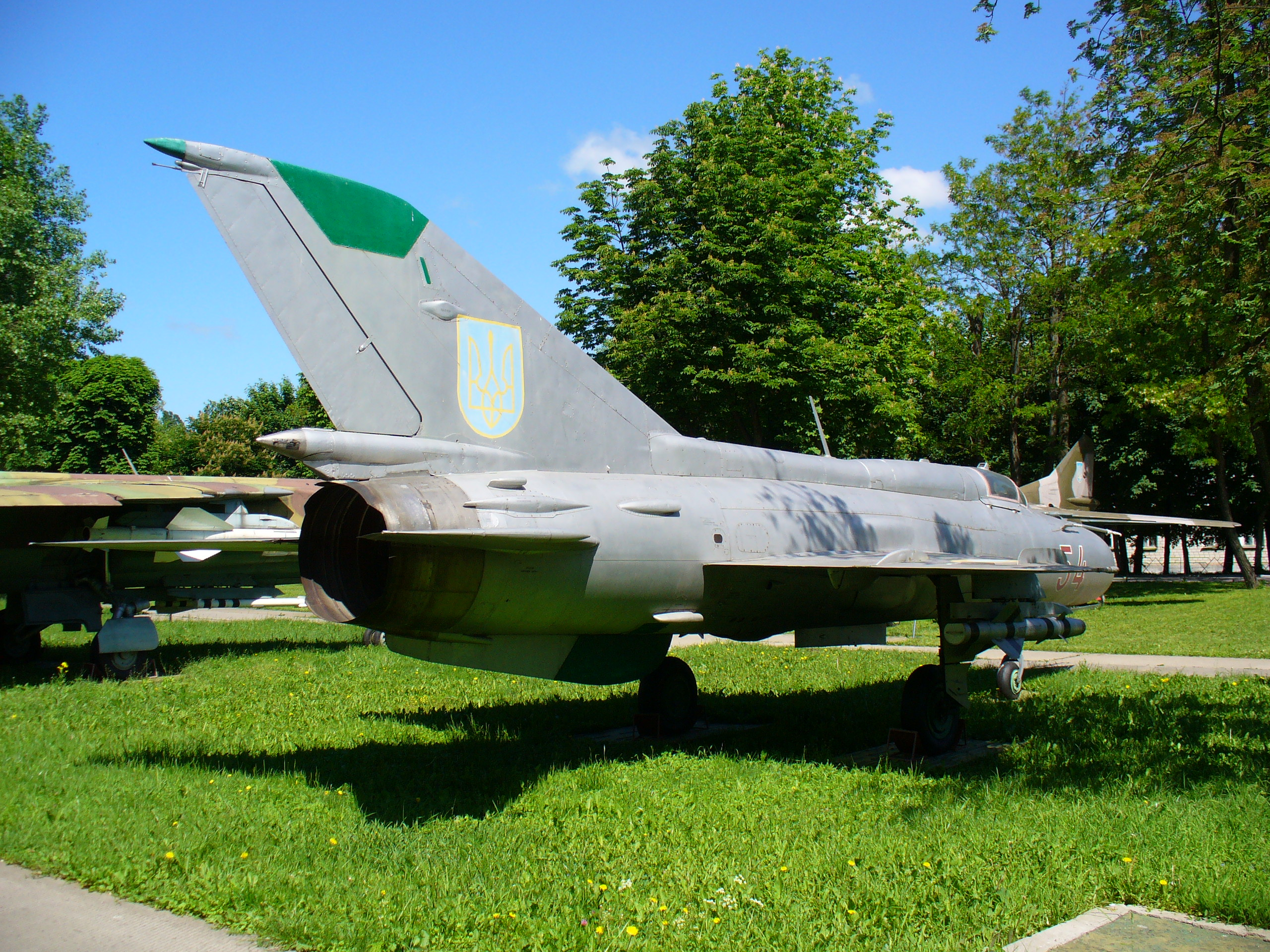
同左。
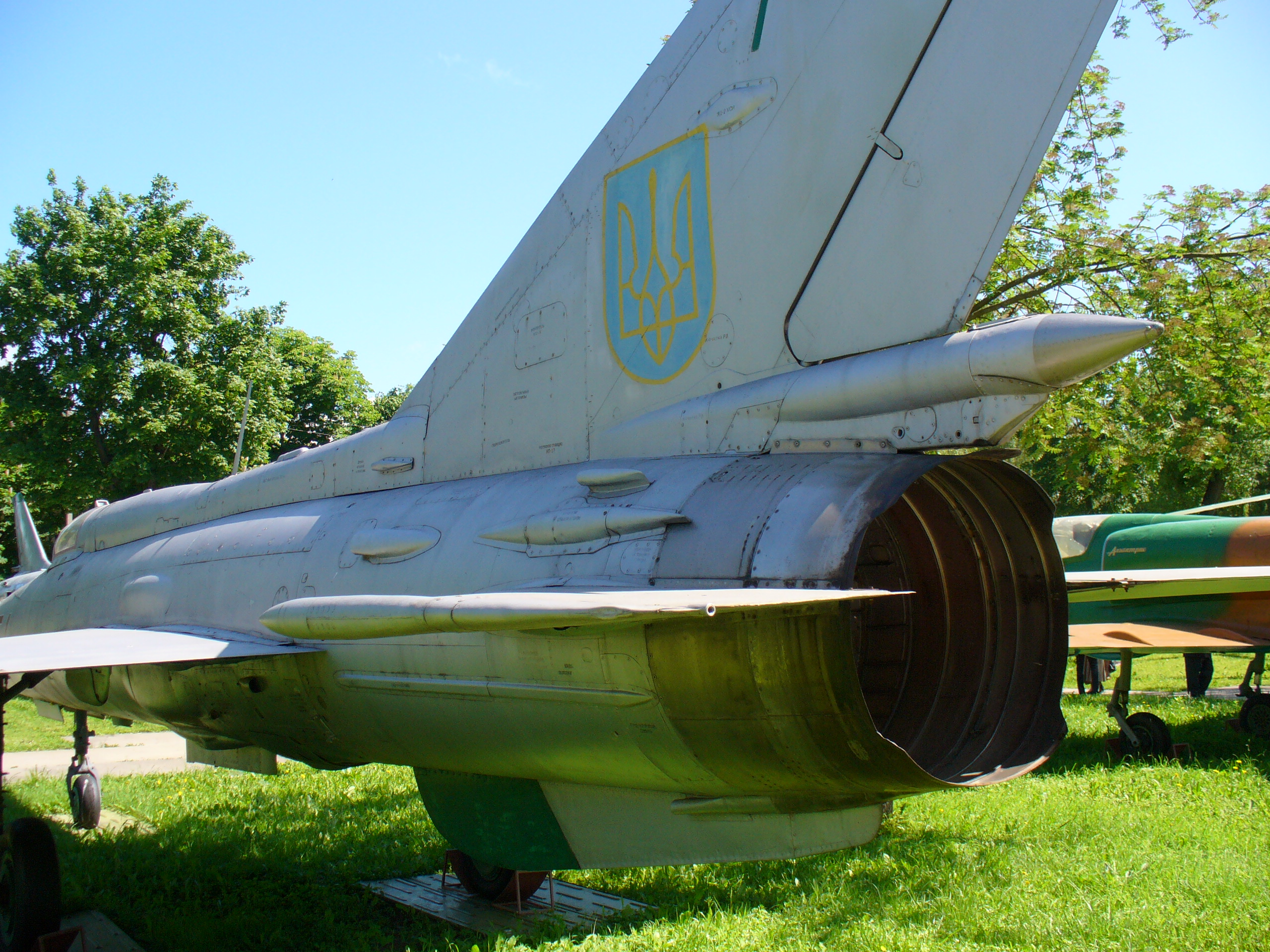
同左。
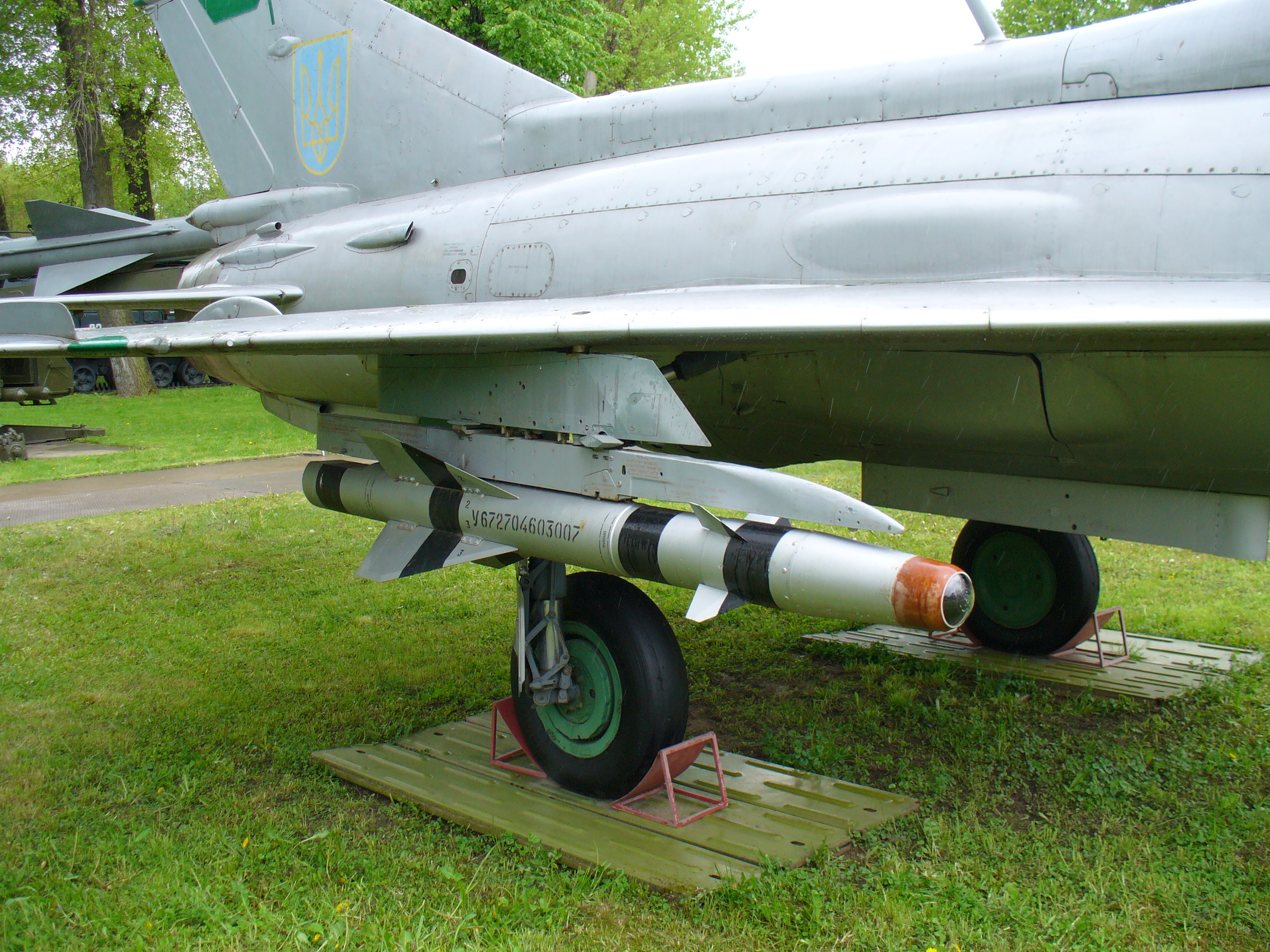
同左。 R-55 ミサイル。
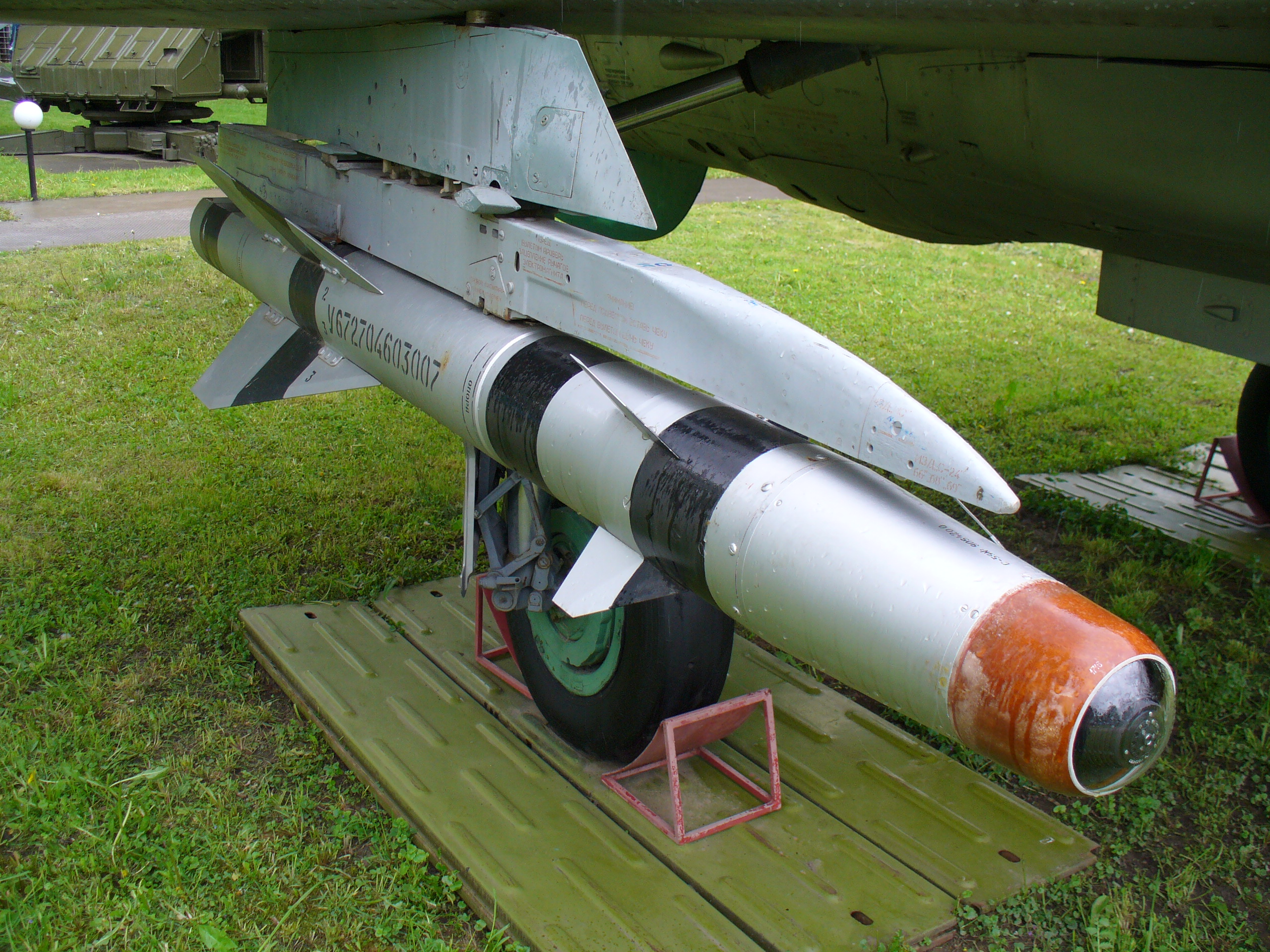
同左。